# Station Nordhorn
Station Nordhorn is een spoorwegstation in de Duitse plaats Nordhorn nabij de Nederlandse grens (regio Twente).
Sinds 7 juli 2019 wordt een gedeelte van de spoorlijn Gronau - Coevorden weer voor personenvervoer gebruikt. Via Bentheim ontstond na 45 jaar opnieuw een aansluiting voor personenvervoer op de rest van het Duitse spoorwegnet. Tussen 1974 en 2019 kon Nordhorn niet per trein worden bereikt. Daarmee was Nordhorn met ongeveer 53.000 inwoners de een na grootste stad van Duitsland zonder treinverbinding. Op 6 juli 2019 vond de feestelijke opening plaats met ritten waarvan de opbrengst naar een goed doel ging.
Onderdeel van de reactivering van het personenverkeer is de renovatie van het bestaande stationsgebouw, dat huisvesting zal bieden aan bedrijvigheid en de Bentheimer Eisenbahn.

## Treinverbindingen
| Serie | Treinsoort                             | Route                                                                            | Bijzonderheden  |
| ----- | -------------------------------------- | -------------------------------------------------------------------------------- | --------------- |
| RB 56 | Regionalbahn (Bentheimer Eisenbahn AG) | Bad Bentheim – Quendorf – Nordhorn-Blanke – Nordhorn – Neuenhaus Süd – Neuenhaus | Regiopa Express |

## Fotogalerij

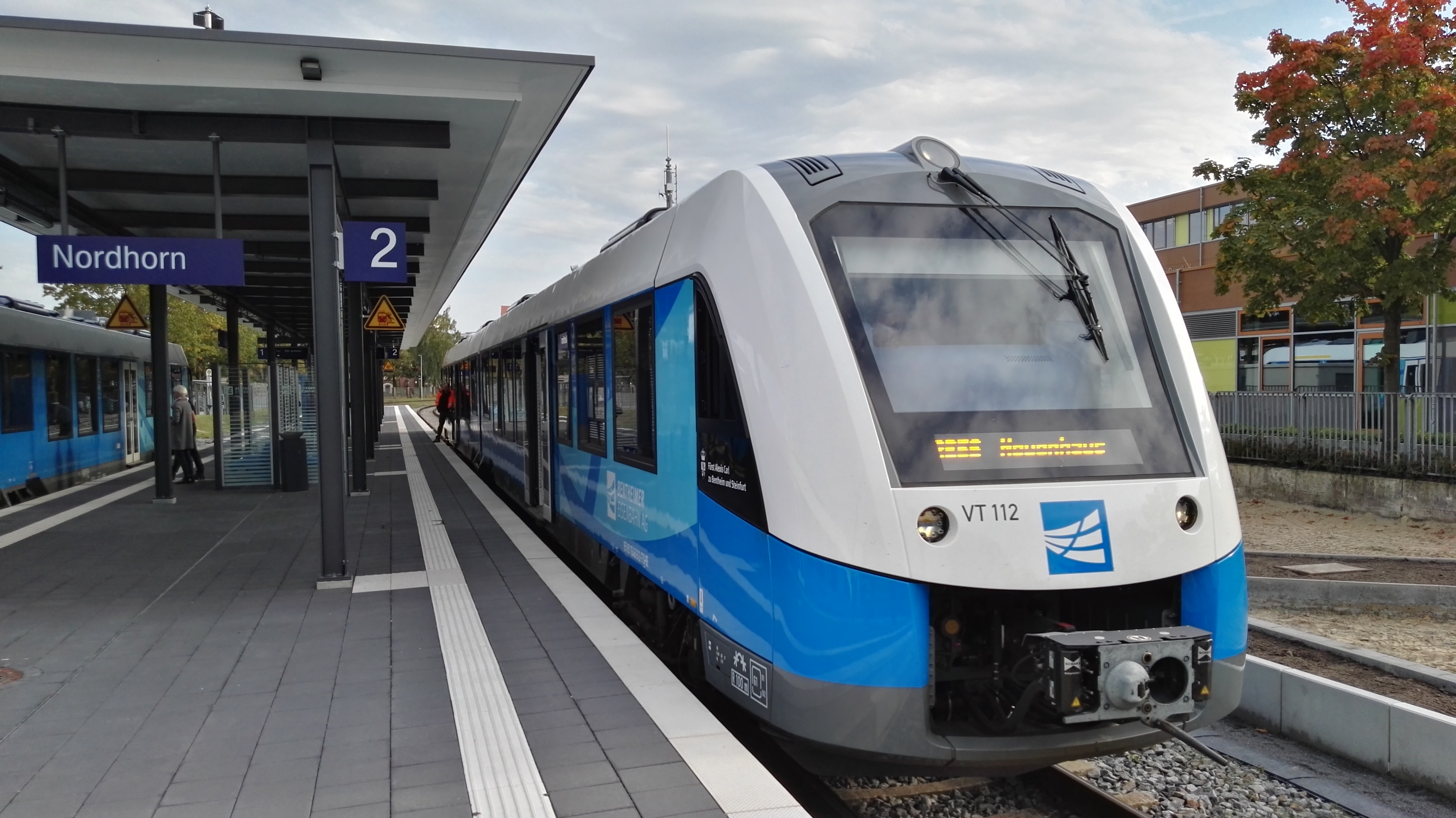
Station Nordhorn